# Grandisonia larvata
Grandisonia larvata là một loài không chân thuộc họ Caeciliidae. Đây là loài đặc hữu của quần đảo Seychelles của Mahé, Praslin, La Digue, và Silhouette.